# Miss Grand Brasil 2020
Miss Grand Brasil 2020 será la 3° edición del certamen Miss Grand Brasil y se realizará el 30 de enero de 2020 1 en Dall'Onder Grande Hotel, Bento Gonçalves, Río Grande del Sur. Veintidós de todo Brasil competirán por el título nacional, obteniendo el derecho de representar al país en Miss Grand Internacional 2020. Al final del evento, Marjorie Marcelle, Miss Grand Brasil 2019 de São Paulo coronó a Alaise Guedes de Paraíba como su sucesora.
Del grupo de finalistas, se elegirá a las representantes rumbo a los certámenes: Miss Grand Internacionaly muchos otros concursos de belleza internacionales.

## Resultado

### Colocación
| Posición          | Candidata |
| Ganadora          | Paraíba – Alaise Guedes |
| Primera Finalista | Espírito Santo – Mylena Duarte                                                                                              |
| Segunda Finalista | Sergipe – Caroline Andrade                                                                                                  |
| Tercera Finalista | Paraná – Clarissa Thomsen                                                                                                   |
| Cuarta Finalista  | Alagoas – Ruthy Rafaella |
| TOP 09            | - Bahia – Juliana Santana - Goiás – Mariana David Pinheiro - Río Grande del Norte – Yanna Gomes - São Paulo – Isadora Meira |
| TOP 12            | - Distrito Federal – Maria Eduarda Estrela - Maranhão – Luciana Silva - Minas Gerais – Luísa Rocha                          |
| TOP 15            | - Amazonas – Luisa Eliza Fonteles - Mato Grosso del Sur – Amanda Andrade - Río de Janeiro – Jessica Nunes                   |

### Premio especial
El concurso distribuyó los siguientes premios este año:
| Premio                  | Candidata                       |
| Miss Fotogenia          | Goiás – Mariana David Pinheiro  |
| Miss Popularidad        | Río de Janeiro – Jessica Nunes  |
| Mejor Cuerpo            | Goiás – Mariana David Pinheiro  |
| Mejor en Traje de Gala  | Mato Grosso – Jéssica Dutkewicz |
| Mejor en redes sociales | Paraíba – Alaise Guedes         |
| El Más Hermoso Cabello  | Paraná – Clarissa Thomsen       |

## Candidatas
24 candidatas han sido confirmadas:
| Estado/Región        | Candidata               | Edad | Estatura | Ciudad natal           | R     |
| -------------------- | ----------------------- | ---- | -------- | ---------------------- | ----- |
| Acre                 | Fabyanna Albuquerque    |      | 1.79     | Porto Acre             |       |
| Alagoas              | Ruthy Rafaella          |      | 1.76     | Arapiraca              |       |
| Amazonas             | Luisa Eliza Fonteles    |      | 1.80     | Rio Preto da Eva       |       |
| Amapá                | Carolina Rodríguez      | 21   | 1.80     | Porto Grande           |       |
| Bahia                | Juliana Santana         | 23   | 1.79     | Salvador               |       |
| Distrito Federal     | Maria Eduarda Estrela   |      | 1.76     | Ceilândia              |       |
| Espírito Santo       | Mylena Duarte           |      | 1.79     | Guarapari              |       |
| Goiás                | Mariana David Pinheiro  |      | 1.75     | Campinas               | [ 3 ] |
| Maranhão             | Luciana Silva           |      | 1.72     | São Luís               |       |
| Mato Grosso          | Jéssica Dutkewicz       | 23   | 1.76     | Rondonópolis           | [ 4 ] |
| Mato Grosso del Sur  | Amanda Andrade          |      | 1.75     | Maracaju               |       |
| Minas Gerais         | Luísa Rocha             |      | 1.73     | Itajubá                |       |
| Pará                 | Vivian Henriques        |      | 1.77     | Ponta de Pedras        |       |
| Paraíba              | Alaise Guedes           | 27   | 1.79     | Juazeirinho            | [ 5 ] |
| Paraná               | Clarissa Thomsen        |      | 1.78     | Ponta Grossa           |       |
| Pernambuco           | Emily Chizoba           |      | 1.80     | Belo Jardim            |       |
| Rondonia             | Allyne Macêdo           |      | 1.77     | Guajará-Mirim          |       |
| Río de Janeiro       | Jessica Nunes           | 23   | 1.72     | Río de Janeiro         |       |
| Río Grande del Norte | Yanna Gomes             |      | 1.75     | Parnamirim             |       |
| Río Grande del Sur   | Natália Benchimol Maggi | 21   | 1.70     | Caxias do Sul          | [ 6 ] |
| São Paulo            | Isadora Meira           |      | 1.73     | São Paulo              |       |
| Santa Catarina       | Larissa Sevegnani       |      | 1.72     | Florianópolis          |       |
| Sergipe              | Caroline Andrade        |      | 1.77     | Aracaju                | [ 8 ] |
| Tocantins            | Raiany Alves            |      | 1.79     | Aparecida do Rio Negro |       |

### Reemplazo
1. ↑  Santa Catarina – Gabriela Peixe, ex Miss Grand Santa Catarina 2020,[7] no puede competir en Miss Grand Brazil 2020; así que Larissa Sevegnani fue nombrada nueva Miss Grand Santa Catarina 2020.

### Estados ausentes (en relación con la edición anterior)
- Ceará — El concurso estatal que seleccionó a la representante de Miss Grand Brasil 2020 terminó demasiado tarde; el ganador elige competir en Miss Supranational Brasil 2020 en su lugar.